# طائر النمل
طيور النمل (الاسم بالانجليزية Ant birds )  (الاسم العلمي: Thamnophilidae)، هي فصيلة طيور جاثمة تظهر عبر أمريكا الوسطى والجنوبية الاستوائية وشبه الاستوائية، من المكسيك إلى الأرجنتين. هناك أكثر من 200 نوع، تعرف معًا باسم antshrike، وantwrens وantvireos وfire-eyes وbare-eyes وbushbird. وهي تنتمي إلى عائلات antthrushes وantpittas (العائلة Formicariidae)، وtapaculo وgnateater وovenbird. ورغم الأسماء الشائعة لبعض الأنواع، لا ترتبط هذه العائلة بشكل وثيق بطيور wren أو vireo أو shrike.
تتسم طيور Antbirds بصفة عامة بأنها طيور صغيرة لها أجنحة مستديرة وأرجل قوية. وفي الغالب، فإنها تتميز بالريش الرمادي الداكن والأبيض والبني والضارب للحمرة، والتي تتسم بالازدواج الجنسي فيما يتعلق بالنمط والألوان. وبعض الأنواع ترسل رسائل تحذيرية إلى منافسيها من خلال كشف بقع الريش الأبيض في ظهرها أو في أكتافها. ومعظمها يمتلك مناقير، تكون في أغلب الأنواع معقوفة عند طرفها.
وأغلب الأنواع تعيش في الغابات، رغم أن القليل منها يعيش في مواطن أخرى. وتشكل الحشرات وغيرها من المفصليات أهم وجباتها الغذائية، رغم أن الفقاريات الصغيرة تأتي ضمن القائمة كذلك في بعض الأحوال. تتغذى معظم الأنواع في الطوابق التحتية والطوابق المتوسطة للغابة، رغم أن القليل منها تتغذى في الظلال وبعضها يتغذى على الأرض. والعديد من هذه الأنواع تنتمي إلى القطعان مختلطة الأنواع التي تتناول العلف، وبعض الأنواع القليلة منها هي أعضاء رئيسية. وإلى درجات متنوعة، يتخصص حوالي ثمانية عشر نوعًا في تتبع طوابير جيوش النمل من أجل افتراس اللافقاريات الصغيرة التي يجتاحها النمل، كما يمكن أن تتغذى أنواع كثيرة أخرى بهذه الطريقة بشكل انتهازي.
وطيور Antbirds تتزوج مرة واحدة، بحيث يكون لها زوج واحد طوال الحياة، كما أنها تدافع عن مناطقها. وغالبًا ما تضع بيضتين في عش معلق من الفروع أو مدعوم على فرع أو أصل الشجرة أو موضوع على هضبة صغيرة. ويتشارك كلا الأبوين مهام حضانة البيض وكذلك في مهام فقس البيض وتغذية الطيور الناجمة من الفقس. وبعد نمو الريش، يهتم كل واحد من الأبوين بشكل خاص بأحد الطيور الصغيرة.
وهناك ثمانية وثلاثون نوعًا مهددة بالانقراض نتيجة الأنشطة البشرية. ولا يستهدف الصيادون أو تجار الحيوانات الأليفة طيور Antbirds. والتهديد الرئيسي يتمثل في فقد المواطن، والذي يسبب تجزئة المواطن وزيادة نسبة افتراس الأعشاش في أجزاء المواطن الناجمة.

## وصلات خارجية
- Antbird videos and photos on the Internet Bird Collection
- Xeno-Canto: Antbird sounds